# Lulzim Hushi
Lulzim Hushi (Kavajë, 6 luglio 1974) è un ex calciatore albanese, di ruolo difensore.

## Carriera

### Nazionale
Ha collezionato 3 presenze con la Nazionale albanese.